# Josh Atkinson
Joshua Whitehead Atkinson (28 tháng 3 năm 1902 – 1983) là một cầu thủ bóng đá người Anh. Ông bắt đầu sự nghiệp với câu lạc bộ quê nhà Blackpool năm 1923, nhưng không hề ra sân ở giải vô địch cho the Seasiders. Ông gia nhập Leeds United năm 1924, và tiếp tục có 52 lần ra sân ở Giải vô địch cho câu lạc bộ. Bốn năm sau, ông gia nhập Barnsley, nơi ông ghi những bàn thắng đầu tiên: 2 lần trong 61 trận. Ông gia nhập Chester năm 1931, ra sân 7 lần, trước khi kết thúc sự nghiệp tại Fleetwood Town.